# Jean-Pierre Reymond
Pour les articles homonymes, voir Reymond.
Jean-Pierre Reymond, né le 21 mars 1958 à Paris, est un journaliste et écrivain français.

## Biographie
Jean-Pierre Reymond commence sa carrière dans les années 1980 dans l’édition jeunesse comme auteur aux éditions Gallimard et critique de livres à L'Événement du jeudi et L'Hebdo en Suisse.
À partir des années 1990, il participe à la rédaction de nombreux guides de voyage pour Hachette Livre (Guide bleu et Visa). Dans le domaine du tourisme, il publie des reportages dans Grands Reportages, Muséart, Le Monde, L'Expansion Voyages, Gala et Femina Hebdo. Parallèlement, ses reportages politiques sont publiés par Politis, L'Humanité Dimanche et L’Évènement du Jeudi. En 1999, il devient rédacteur en chef de Balafon, le journal mis à disposition à bord d’Air Afrique.
Dans les années 2000, il écrit pour Air France Magazine, Avantages, Notre Temps, Geo Hors-Série et Femme actuelle.
De 2006 jusqu’à 2011, il donne une nouvelle orientation à sa carrière et intègre la rédaction de L’Écho d’Île-de-France où il assure l’éditorial, le suivi des grands dossiers franciliens et l’interview hebdomadaire d’élus.
De 2010 à 2020, il partage son travail entre des collaborations pour les pages Voyages de Femme Actuelle et Notre Temps avec des enquêtes sur le Grand Paris pour La Tribune et Grand Paris Développement.
Ses reportages sont publiés sous forme de livres comme Route 66, Maurice à vol d'oiseau, Le monde extraordinaire de Corto Maltese et Nationale 7, Mémoires d'en France.
De 2017 à 2019, il collabore aux 61 volumes de l'encyclopédie Chronique de Notre Temps de Paris Match.
Il publie en 2021 son premier essai chez Max Milo éditions, Pôle emploi, la machine à asservir,.

## Œuvre

### Livres jeunesse
- 1984 : Une société de l'étrange, les fourmis, Berger-Levrault,  (ISBN 270130606X).
- 1987 : Né de la terre et du feu : les métaux, Gallimard,  (ISBN 2070397599).
- 1987 : De la chenille au vol du papillon, Gallimard,  (ISBN 2070397645).
- 1990 : Mickey, sosie du roi, Hachette Jeunesse,  (ISBN 2733305395).
- 1991 : Les Fées, Hachette Jeunesse,  (ISBN 2010174844).
- 1992 : Les Sorcières, Hachette Jeunesse,  (ISBN 2010184823).
- 1992 : La Conquête des Amériques, Rouge et Or (collection),  (ISBN 2261031157).
- 1994 : Mickey contre le fantôme noir, Disney Hachette Livre,  (ISBN 2230003976).

### Livres de voyage
- 1991 : L’Inde des Jaïns, avec Patrick de Wilde, préface de Dominique Lapierre, éditions Atlas,  (ISBN 2731209860).
- 1997 : La Réunion, Guide Marcus,  (ISBN 2713101034).
- 1997 : Maurice et Rodrigues, Guide Marcus,  (ISBN 2713101026).
- 1998 : Maroc, Guide Carrefour,  (ISBN 2743202653).
- 1999 : Bonjour les Seychelles, avec Pierre Argo, Vilo,  (ISBN 2719103977).
- 2001 : Maurice à vol d'oiseau, avec Pierre Argo, préface d'Edouard J. Maunick, Archipelago,  (ISBN 9990395918).
- 2001 : Route 66, avec Patrick Bard, SPE,  (ISBN 2912838134).
- 2001 : Maurice, perle sucrée de l'Océan Indien, photographies de Pierre Hausherr, Vilo,  (ISBN 2719105724).
- 2010 : Route 66, nouvelle version, Volum Editions,  (ISBN 9782359600094).
- 2017 : Nationale 7, Mémoires d’en France, avec Patrick Bard, SPE,  (ISBN 2912838711).

### Beaux livres
- 2014: 69 Bonbons à sucer et croquer avec délectation, avec Jean-Marc Anglès, SPE,  (ISBN 2912838606).

### Essais
- 2021 : Pôle emploi, la machine à asservir, Max Milo éditions,  (ISBN 2315009405).

### Théâtre

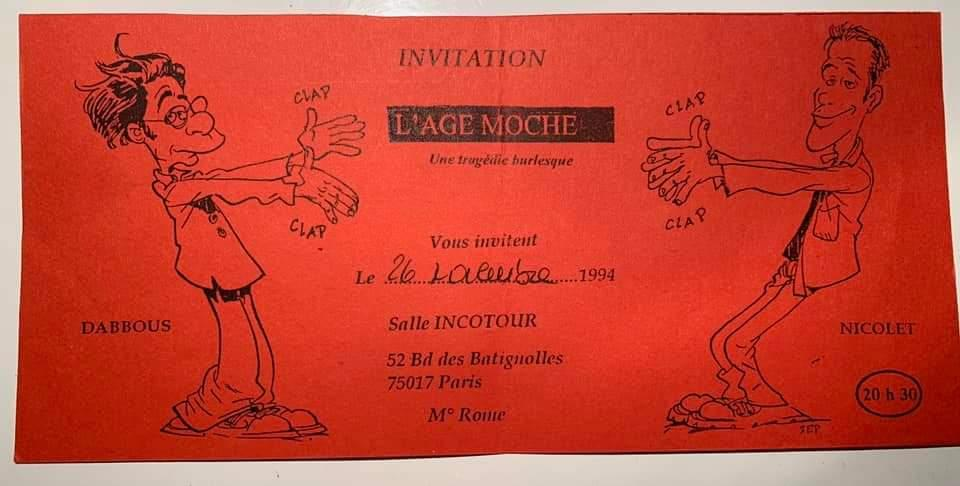
Flyer de la pièce L'âge môche réalisé par Zep.

- 1994:  L'âge môche, avec Emmanuel Dabbous[5] et Nicolet, flyer de Zep .

### Ouvrages collectifs
- 1990 : Les bêtes qui nous entourent, Éditions Gallimard,  (ISBN 2070359050).
- 1990 : De quoi sont faits les objets ?, Éditions Gallimard,  (ISBN 2070359034).
- 1990 : La vie des animaux, Éditions Gallimard,  (ISBN 2070359026).
- 1994 : Rédaction du Guide Bleu Grands Parcs américains et réactualisation du Guide du routard Suède.
- 1995 : Rédaction du Guide Visa Sénégal, du Guide Bleu Maroc ; Création du Guide du routard Maurice et Rodrigues.
- 1996 : Rédaction du Guide Bleu Canada (Colombie-Britannique).
- 2002 : Le monde extraordinaire de Corto Maltese, Casterman,  (ISBN 9782203344273).
- 2006 : Guide Michelin Voyager pratique Martinique, parties introductives  (ISBN 2067109944).
- 2006 : Voyages sur les routes du monde, GEO Solar.